# Eldece Clarke-Lewis
Eldece Clarke-Lewis, bahamska atletinja, * 13. januar 1965, Bahami.
Nastopila je na olimpijskih igrah v letih 1984, 1996 in 2000, ko je osvojila naslov olimpijske prvakinje v štafeti 4×100 m, leta 1996 pa je v isti disciplini osvojila še srebrno medaljo in leta 1984 šesto mesto. V letih 1984 in 1996 je nastopila tudi teku na 100 in se obakrat uvrstila v četrtfinale.